# Жировський Врх (Жири)
Жировський Врх (словен. Žirovski Vrh) — поселення в общині Жири, Горенський регіон, Словенія. Висота над рівнем моря: 714,4 м.